# Howeogrammitis
Howeogrammitis, novi rod pravih paprati (papratnice) iz potporodice Grammitidoideae,. dio porodice Polypodiaceae, red Polypodiales. 
Jedina vrsta je epifit T. deplanchei, endem sa otoka Lord Howe. Rod je opisan u Taxon 72(5): 990. 2023.

## Sinonimi
- Grammitis diminuta (Baker) Copel.; Philipp. J. Sci. 80: 141, f. 13 (1952)
- Polypodium diminutum Baker; Hook. & Baker, Syn. Fil. ed. 2: 507 (1874)
- Polypodium howeanum W.W.Watts; J. Roy. Soc. New South Wales 49: 388 (1916)